# Cristian Tello
Cristian Tello Herrera (Sabadell, Barcelona, 11 de agosto de 1991) es un futbolista español. Juega como extremo y su equipo es el Al-Orobah F. C. de la Liga Profesional Saudí.

## Trayectoria

### R. C. D. Espanyol "B"
Su debut como jugador profesional se dio en el conjunto filial del R. C. D. Espanyol en la Segunda División B del fútbol español, donde llegó procedente de las categorías inferiores del F. C. Barcelona disputando 4 encuentros de Liga y anotando un gol, además apareciendo en un partido de play-off por el ascenso.

### F. C. Barcelona
Debutó oficialmente con el F. C. Barcelona el 8 de noviembre de 2011 contra el C. E. L'Hospitalet de la Segunda División B, en partido de dieciseisavos de final de Copa del Rey. Se estrenó como goleador del primer equipo en el partido de vuelta contra el propio Hospitalet, marcando dos goles. 

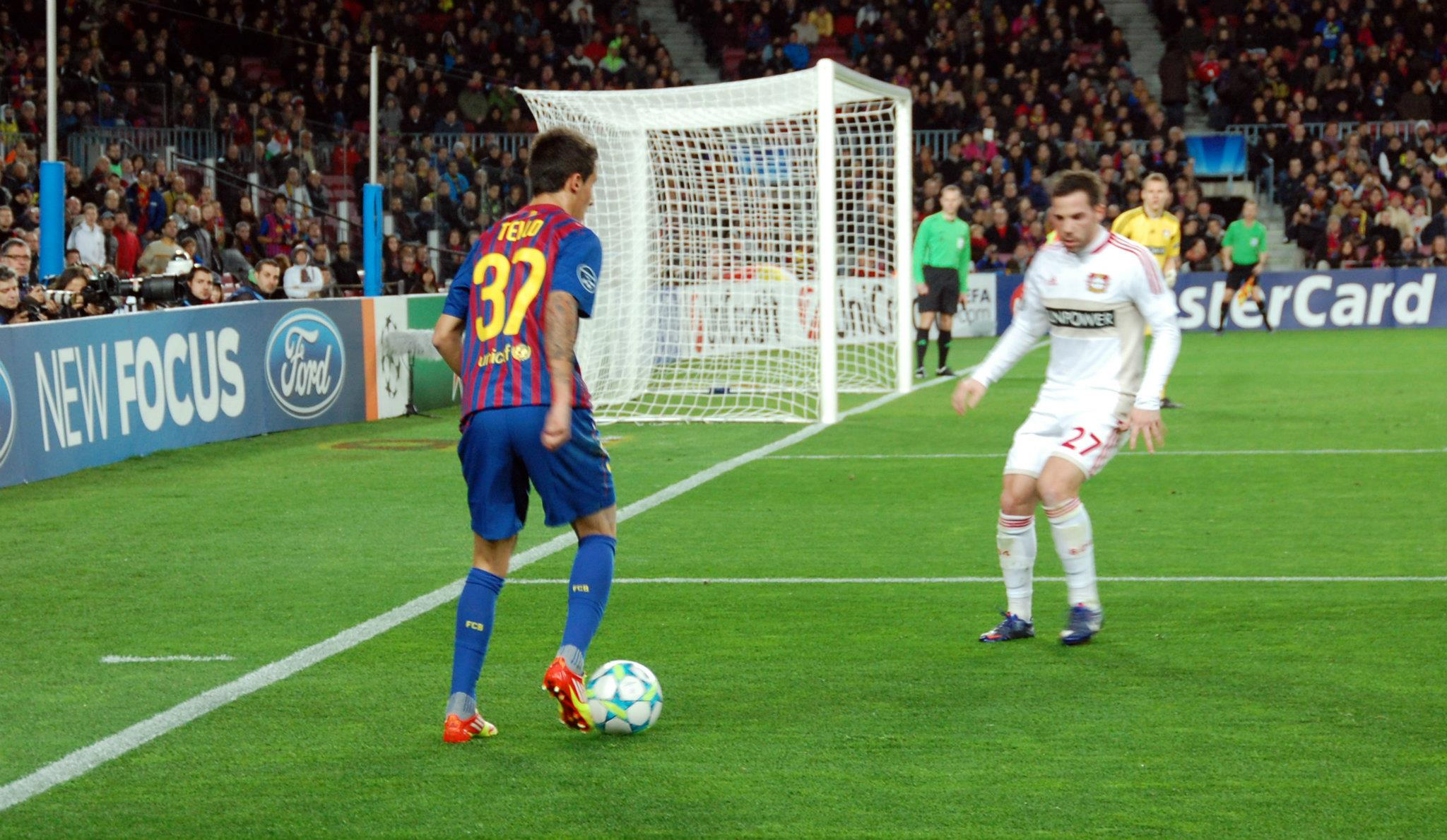
Tello en acción con el F. C. Barcelona en la Liga de Campeones 2011-12.

El 28 de enero de 2012 debutó en la Primera División con el Barça ante el Villarreal C. F. Marcó su primer gol en la Liga con el F. C. Barcelona el 4 de febrero contra la Real Sociedad, siendo elogiado tras el encuentro por Guardiola, quien le calificó de "bala". Su segundo gol en Liga con el F. C. Barcelona se produjo en la derrota contra el C. A. Osasuna en el Reyno de Navarra, el sábado 11 de febrero (marcó el 3-2).
El 7 de marzo debutó y marcó sus dos primeros tantos en la Liga de Campeones de la UEFA, en una victoria por 7 a 1 frente al Bayer Leverkusen. El 31 de marzo marcó un gol en el triunfo por 5 a 3 ante el Granada C. F.
Posteriormente, en mayo, se proclamó campeón de la Copa del Rey con el F. C. Barcelona. En este torneo marcó dos goles.
Al finalizar la temporada 2011-12 el futuro era incierto, ya que no llegó a un acuerdo de renovación de contrato con el F. C. Barcelona, y era pretendido por varios clubes para un posible préstamo, como el Liverpool F. C. y el Atlético Madrid, los que terminaron en simples rumores.
Finalmente se quedó en el F. C. Barcelona, ya que era apreciado por el técnico Tito Vilanova.
Jugó como titular el partido de la primera jornada de la liga española 2012-13 frente a la Real Sociedad, en el que brindó dos asistencias de gol.
El 23 de agosto se enfrentó por segunda vez en su carrera al Real Madrid, en el partido de ida de la Supercopa de España donde el Barcelona se impondría por 3-2. Entró en el minuto 70 en lugar de Alexis Sánchez. El 29 de agosto se enfrentó por tercera ocasión al club madrileño, en esta oportunidad en el partido de vuelta de la misma competición; su ingreso fue en el minuto 82 en lugar de Pedro Rodríguez aunque en este partido su equipo cayó por 2-1, lo que supuso que el Real Madrid ganara el trofeo.
El 19 de septiembre debutó en su segunda temporada de la Liga de Campeones de la UEFA contra el Spartak de Moscú anotando el primer gol en la victoria de local 3-2.
El 17 de diciembre firmó la renovación de su contrato con el Barcelona, con una cláusula de 10 millones de euros.
Ya en 2013, concretamente el 30 de marzo, convirtió un gol y repartió una asistencia a Lionel Messi en un partido que terminaría con un empate a 2 contra el Celta de Vigo. Jugó los 90 minutos de ese encuentro. Ese mismo año, a mediados de mayo, el club barcelonista se consagró campeón de La Liga, cuando faltaban tres jornadas para acabar la competición. Acumuló así su segundo título con la camiseta del primer equipo barcelonista.
Con la llegada del entrenador argentino Gerardo Martino al banquillo, vio reducida notablemente su participación en el equipo durante esta temporada, en la que disputó 812 minutos en 29 partidos (la mitad de minutos que la temporada anterior). Fue utilizado en 15 partidos para jugar únicamente el último cuarto de hora.
El 22 de enero de 2014 marcó un triplete en el partido de octavos de final de la Copa del Rey contra el Levante Unión Deportiva que acabaría ganando el F. C. Barcelona por 1-4, consiguiendo así el primer triplete de su carrera deportiva.

#### Cesiones
En julio de 2014 el F. C. Barcelona cedió al jugador al Fútbol Club Porto para las siguientes dos temporadas. Allí jugó a las órdenes de Julen Lopetegui y junto a los también españoles Óliver Torres y Adrián López. En enero de 2016, antes de finalizar su contrato con el Oporto, salió también cedido a la ACF Fiorentina, donde permaneció hasta junio de 2017.

### Real Betis Balompié
El 30 de junio de 2017 el Real Betis Balompié hizo oficial su fichaje por un importe de 4 millones de euros más uno en variables. El F. C. Barcelona se reservó el derecho a participar en un 50% de una futura venta del jugador.
En el conjunto verdiblanco estuvo durante cinco temporadas, marchándose del club después de no renovar su contrato y habiendo ganado en la última de ellas, la 2021-22, la Copa del Rey.

### Experiencias fuera de Europa
Tras varias semanas sin equipo después de su salida del Real Betis Balompié, el 26 de agosto de 2022 se confirmó su fichaje por Los Angeles F. C. de la Major League Soccer hasta final de año, con la opción de extender su contrato dos años más. Ayudó al equipo a ganar la MLS Cup y quedó libre a final de temporada después de que la franquicia optara por declinar la ampliación del contrato.
El 25 de enero decidió iniciar una nueva etapa en el fútbol asiático tras firmar por el Al-Fateh S. C. saudí hasta 2024. Debutó el 3 de febrero y marcó el primer gol en un empate a dos ante Al-Nassr. Anotó doce tantos en la temporada 2023-24, que sirvieron para que el equipo finalizara en séptima posición, y al final de la misma quedó libre al expirar su contrato. Siguió jugando en el país después de fichar en el mes de agosto por el Al-Orobah F. C.

## Selección nacional

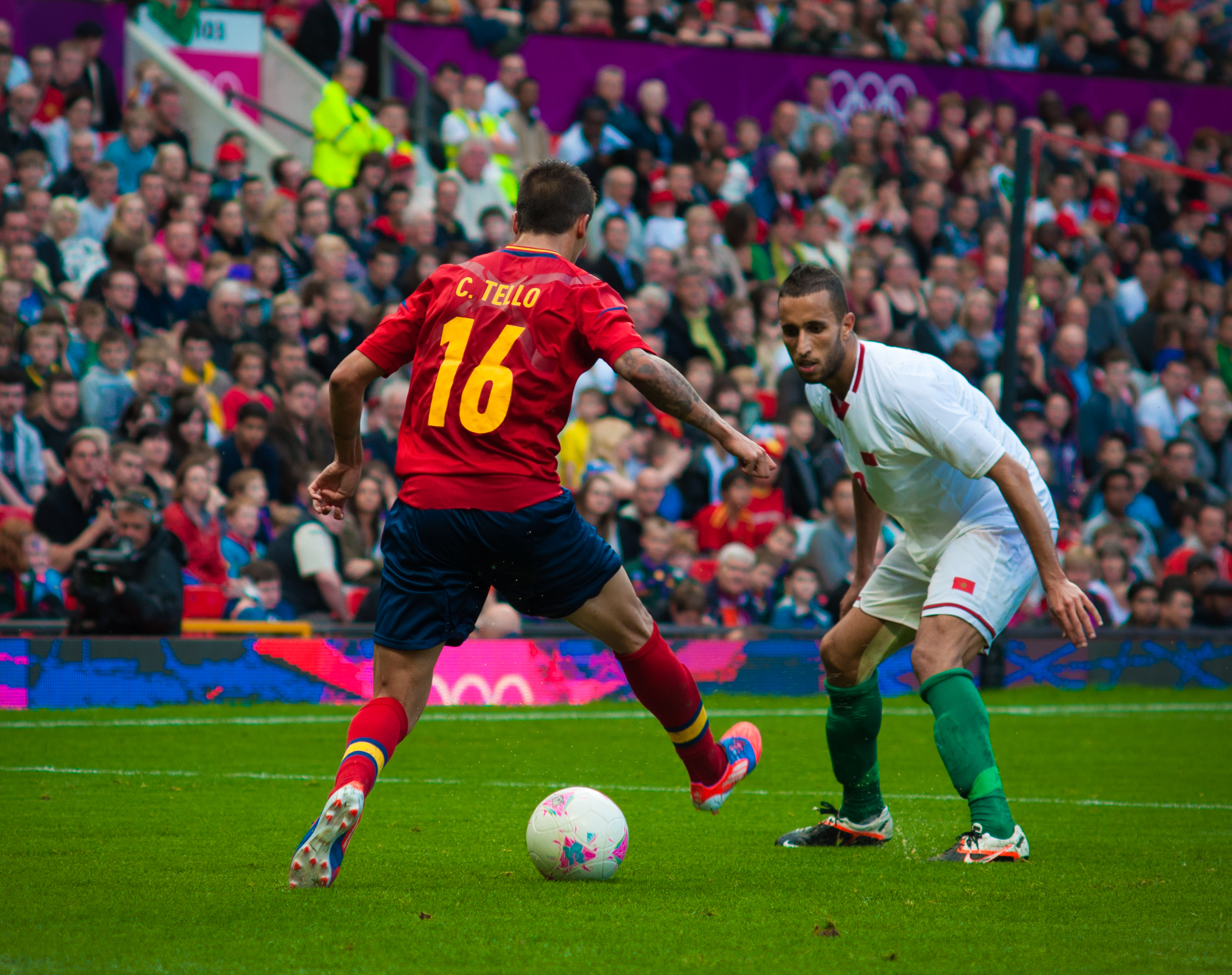
Tello jugando con.

### Categorías inferiores
Fue internacional con la selección española sub-20, con la cual jugó la Copa Mundial de Fútbol Sub-20 de 2011 llegando solamente a cuartos de final. Ya en 2012 fue convocado para formar parte de la selección que iría a los Juegos Olímpicos de Londres, donde tuvieron una horrorosa participación, sin poder pasar de fase de grupos.
En 2013 estuvo en la lista para disputar en Israel la Eurocopa Sub-21. Tello disputó 4 de los 5 partidos todos de titular aunque sin convertir ninguna anotación, España llegó sin problemas hasta la final que sería frente a la selección italiana, en un encuentro absolutamente dominado por los españoles que terminó en victoria por 4-2, consiguiendo así limpiar su nombre del fracaso de Londres.

### Absoluta
En agosto de 2013 fue convocado por Vicente Del Bosque para la selección absoluta española, para disputar un amistoso en Guayaquil frente a Ecuador debutando el 14 de agosto.

### Participaciones en Juegos Olímpicos
| Torneo                   | Sede    | Resultado      |
| ------------------------ | ------- | -------------- |
| Juegos Olímpicos de 2012 | Londres | Fase de grupos |

## Estadísticas

### Clubes
- Actualizado hasta el 20 de mayo de 2025.[21]

| Club                             | Div.          | Temporada     | Liga  | Liga  | Copas nacionales | Copas nacionales | Copas internacionales | Copas internacionales | Total | Total | Media goleadora |
| Club                             | Div.          | Temporada     | Part. | Goles | Part.            | Goles            | Part.                 | Goles                 | Part. | Goles | Media goleadora |
| -------------------------------- | ------------- | ------------- | ----- | ----- | ---------------- | ---------------- | --------------------- | --------------------- | ----- | ----- | --------------- |
| R. C. D. Espanyol "B" · España   | 2.ª B         | 2009-10       | 4     | 1     | 1                | 0                | —                     | —                     | 5     | 1     | 0.2             |
| R. C. D. Espanyol "B" · España   | Total club    | Total club    | 4     | 1     | 1                | 0                | —                     | —                     | 5     | 1     | 0.2             |
| F. C. Barcelona "B" · España     | 2.ª           | 2010-11       | 23    | 4     | —                | —                | —                     | —                     | 23    | 4     | 0.17            |
| F. C. Barcelona "B" · España     | 2.ª           | 2011-12       | 16    | 5     | —                | —                | —                     | —                     | 16    | 5     | 0.31            |
| F. C. Barcelona "B" · España     | Total club    | Total club    | 39    | 9     | —                | —                | —                     | —                     | 39    | 9     | 0.23            |
| F. C. Barcelona · España         | 1.ª           | 2011-12       | 15    | 3     | 4                | 2                | 3                     | 2                     | 22    | 7     | 0.32            |
| F. C. Barcelona · España         | 1.ª           | 2012-13       | 22    | 7     | 8                | 0                | 4                     | 1                     | 34    | 8     | 0.24            |
| F. C. Barcelona · España         | 1.ª           | 2013-14       | 22    | 1     | 6                | 3                | 2                     | 1                     | 30    | 5     | 0.17            |
| F. C. Barcelona · España         | Total club    | Total club    | 59    | 11    | 18               | 5                | 9                     | 4                     | 86    | 20    | 0.23            |
| F. C. Porto Portugal             | 1.ª           | 2014-15       | 25    | 7     | 4                | 0                | 8                     | 1                     | 37    | 8     | 0.22            |
| F. C. Porto Portugal             | 1.ª           | 2015-16       | 11    | 0     | 4                | 1                | 5                     | 1                     | 20    | 2     | 0.1             |
| F. C. Porto Portugal             | Total club    | Total club    | 36    | 7     | 8                | 1                | 13                    | 2                     | 57    | 10    | 0.18            |
| ACF Fiorentina · Italia          | 1.ª           | 2015-16       | 15    | 2     | —                | —                | 0                     | 0                     | 15    | 2     | 0.13            |
| ACF Fiorentina · Italia          | 1.ª           | 2016-17       | 36    | 4     | 0                | 0                | 5                     | 0                     | 41    | 4     | 0.1             |
| ACF Fiorentina · Italia          | Total club    | Total club    | 51    | 6     | 0                | 0                | 5                     | 0                     | 56    | 6     | 0.11            |
| Real Betis Balompié · España     | 1.ª           | 2017-18       | 32    | 4     | 1                | 2                | —                     | —                     | 33    | 6     | 0.18            |
| Real Betis Balompié · España     | 1.ª           | 2018-19       | 29    | 4     | 6                | 0                | 6                     | 1                     | 41    | 5     | 0.12            |
| Real Betis Balompié · España     | 1.ª           | 2019-20       | 27    | 2     | 3                | 1                | —                     | —                     | 30    | 3     | 0.1             |
| Real Betis Balompié · España     | 1.ª           | 2020-21       | 29    | 5     | 4                | 0                | —                     | —                     | 33    | 5     | 0.15            |
| Real Betis Balompié · España     | 1.ª           | 2021-22       | 23    | 2     | 6                | 1                | 6                     | 2                     | 35    | 5     | 0.14            |
| Real Betis Balompié · España     | Total club    | Total club    | 140   | 17    | 20               | 4                | 12                    | 3                     | 172   | 24    | 0.14            |
| Los Angeles F. C. Estados Unidos | 1.ª           | 2022          | 5     | 0     | ―                | ―                | ―                     | ―                     | 5     | 0     | 0               |
| Los Angeles F. C. Estados Unidos | Total club    | Total club    | 5     | 0     | 0                | 0                | 0                     | 0                     | 5     | 0     | 0               |
| Al-Fateh S. C. Arabia Saudita    | 1.ª           | 2022-23       | 15    | 4     | 1                | 0                | ―                     | ―                     | 16    | 4     | 0.25            |
| Al-Fateh S. C. Arabia Saudita    | 1.ª           | 2023-24       | 29    | 11    | 2                | 1                | ―                     | ―                     | 31    | 12    | 0.39            |
| Al-Fateh S. C. Arabia Saudita    | Total club    | Total club    | 44    | 15    | 3                | 1                | 0                     | 0                     | 47    | 16    | 0.34            |
| Al-Orobah F. C. Arabia Saudita   | 1.ª           | 2024-25       | 26    | 5     | 1                | 0                | ―                     | ―                     | 27    | 5     | 0.19            |
| Al-Orobah F. C. Arabia Saudita   | Total club    | Total club    | 26    | 5     | 1                | 0                | 0                     | 0                     | 27    | 5     | 0.19            |
| Total carrera                    | Total carrera | Total carrera | 404   | 71    | 51               | 11               | 39                    | 9                     | 494   | 91    | 0.18            |

## Palmarés

### Títulos nacionales
| Título                 | Club                | País           | Año  |
| ---------------------- | ------------------- | -------------- | ---- |
| Supercopa de España    | F. C. Barcelona     | España         | 2011 |
| Copa del Rey           | F. C. Barcelona     | España         | 2012 |
| Liga Española          | F. C. Barcelona     | España         | 2013 |
| Supercopa de España    | F. C. Barcelona     | España         | 2013 |
| Copa del Rey           | Real Betis Balompié | España         | 2022 |
| MLS Supporters' Shield | Los Angeles F. C.   | Estados Unidos | 2022 |
| MLS Conferencia Oeste  | Los Angeles F. C.   | Estados Unidos | 2022 |
| MLS Cup                | Los Angeles F. C.   | Estados Unidos | 2022 |

### Títulos internacionales
| Título          | Club (*)            | Sede   | Año  |
| --------------- | ------------------- | ------ | ---- |
| Eurocopa Sub-21 | Selección de España | Israel | 2013 |

(*) Incluyendo la selección.